# Aldrin Justice
Aldrin Justice är det sjätte avsnittet av andra säsongen av TV-serien How I Met Your Mother. Det hade premiär på CBS den 23 oktober 2006.

## Sammandrag
Barney försöker tillfredsställa en av Marshalls lärare sexuellt så att Marshall kan få ett högre betyg. Lily börjar jobba på samma jobb som Ted.

## Handling
Lily funderar över vad hon vill göra med sitt liv. Under tiden arbetar hon på en restaurang med Hawaii-tema. Ted erbjuder henne jobb som sekreterare på hans arkitektbyrå. Där börjar Lily störa sig på Teds chef Hammond Druthers, som beter sig otrevligt mot sina anställda. 
Hon stjäl en signerad baseboll av Hammond, i syfte att lära honom att vara snäll. Så brukade hon göra med barnen på förskolan där hon tidigare arbetade. Det är hennes egen form av rättvisa. 
Hammond hotar att avskeda personal om inte bollen kommer tillbaka. Lily tror att det är ett tomt hot och säger att hon kommer att lämna tillbaka bollen om Ted visar chefen sin egen design av den skyskrapa som firman arbetar med. Den nuvarande designen, som Hammond är ansvarig för, liknar en fallos. Ted vägrar och ger Lily sparken.
Nästa dag förkastar firmans kund Hammonds design på grund av likheten med en penis. Då visar Ted sin egen ritning. Teds förslag godkänns, vilket gör honom till den troligtvis yngste arkitekten någonsin som ritar en byggnad högre än 70 våningar. Han erbjuder Lily att få tillbaka sitt jobb, men hon säger att hon har insett att hennes kall är att vara förskollärare.
Marshall är orolig över en av sina juridiklärare. Hon ger låga betyg, och han tror att hon söker utlopp för sin skilsmässa genom att bete sig otrevligt mot sina studenter. I förbifarten nämner han att hon är en puma (en äldre kvinna som går ut med yngre män) och "skulle behöva sig ett ligg", vilket Barney hör och ser som en utmaning. 
Läraren blir inte imponerad av Barneys kvaliteter i sängen och ger honom ett medelmåttigt betyg. Han har sex med henne på nytt, men hon blir fortfarande inte hänförd. Den tredje gången går hans höft ur led, men det var tillräckligt bra sex för henne för att Marshall ska få B+ på sin uppsats. Barney vill försöka förbättra resultatet igen, men Marshall ber henne släppa läraren fri enligt devisen att "en puma hör hemma i vilt tillstånd".

## Kulturella referenser
- Basebollen som Teds chef Hammond har är signerad (tre gånger) av basebollspelaren Pete Rose. Hammond hävdar att det faktum att Pete Rose inte är med i Basebollens hall of fame är skandalöst.
- Barney säger att han likt John Mellencamp ska göra sig av med puman ("cougar" på engelska). Sångaren John Mellencamp hette tidigare John Cougar Mellencamp.